# My Country, 'Tis of Thee

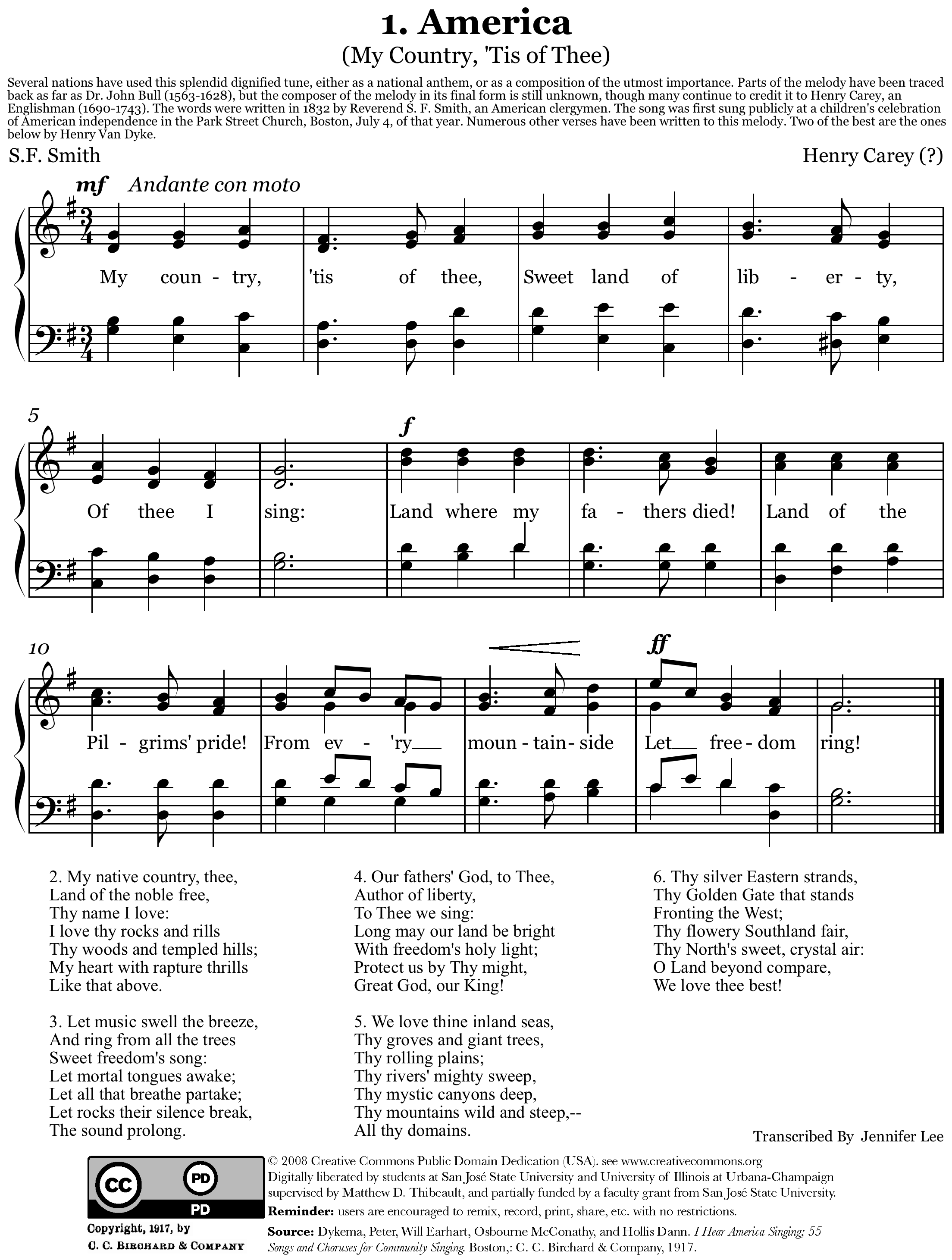
Partitura de My Country, 'Tis of Thee.

My Country, 'Tis of Thee (Mi País, es sobre Ti), también conocida como America, es una canción patriótica estadounidense, cuya letra fue escrita por Samuel Francis Smith. La melodía utilizada es la del himno nacional del Reino Unido, God Save the Queen, adaptada por Thomas Arne. La canción sirvió como uno de los himnos nacionales de facto de los Estados Unidos, junto con canciones como Hail, Columbia, antes de la adopción de The Star-Spangled Banner como el himno oficial en 1931.

## Historia
Samuel Francis Smith escribió la letra de My Country 'Tis of Thee en 1831, mientras era un estudiante en el Andover Theological Seminary en Andover, Massachusetts. Su amigo Lowell Mason le había pedido traducir la letra en algunos cancioneros escolares alemanes o escribir nuevas letras. Una melodía en la sinfonía no. 3 de Muzio Clementi llamó su atención. En vez de traducir la letra del alemán, Smith escribió su propio himno patriótico a la melodía, y completó la letra en treinta minutos.
Smith dio a Mason la letra que había escrito y la canción fue presentada públicamente por primera vez el 4 de julio de 1831, en la celebración para niños del Día de la Independencia de los Estados Unidos en la Park Street Church en Boston. La primera publicación de America fue en 1832.

## Letra
| 1 My country, 'tis of thee, Sweet land of liberty, Of thee I sing; Land where my fathers died, Land of the pilgrims' pride, From ev'ry mountainside Let freedom ring! 2 My native country, thee, Land of the noble free, Thy name I love; I love thy rocks and rills, Thy woods and templed hills; My heart with rapture thrills, Like that above. 3 Let music swell the breeze, And ring from all the trees Sweet freedom's song; Let mortal tongues awake; Let all that breathe partake; Let rocks their silence break, The sound prolong. 4 Our fathers' God to Thee, Author of liberty, To Thee we sing. Long may our land be bright, With freedom's holy light, Protect us by Thy might, Great God our King. 5 Our joyful hearts today, Their grateful tribute pay, Happy and free, After our toils and fears, After our blood and tears, Strong with our hundred years, O God, to Thee. 6 We love thine inland seas, Thy groves and giant trees, Thy rolling plains; Thy rivers' mighty sweep, Thy mystic canyons deep, Thy mountains wild and steep, All thy domains. 7 Thy silver Eastern strands, Thy Golden Gate that stands Fronting the West; Thy flowery Southland fair, Thy North's sweet, crystal air: O Land beyond compare, We love thee best! 8 My country, 'tis of thee, Stronghold of slavery, of thee I sing; Land where my fathers died, Where men man’s rights deride, From every mountainside thy deeds shall ring! 9 My native country, thee, Where all men are born free, if white’s their skin; I love thy hills and dales, Thy mounts and pleasant vales; But hate thy negro sales, as foulest sin. 10 Let wailing swell the breeze, And ring from all the trees the black man’s wrong; Let every tongue awake; Let bond and free partake; Let rocks their silence break, the sound prolong. 11 Our father’s God! to thee, Author of Liberty, to thee we sing; Soon may our land be bright, With holy freedom’s right, Protect us by thy might, Great God, our King. 12 It comes, the joyful day, When tyranny’s proud sway, stern as the grave, Shall to the ground be hurl’d, And freedom’s flag, unfurl’d, Shall wave throughout the world, O’er every slave. 13 Trump of glad jubilee! Echo o’er land and sea freedom for all. Let the glad tidings fly, And every tribe reply, “Glory to God on high,” at Slavery’s fall. | 1 Mi país, es sobre ti, dulce tierra de libertad, sobre ti yo canto; tierra donde mis padres murieron, tierra del orgullo de los peregrinos, desde cada ladera de la montaña ¡que suene la libertad! 2 Mi país nativo, tierra del noble libre, tu nombre yo amo; amo tus rocas y riachuelos, tus bosques y colinas templadas; mi corazón con emociones de rapto, como anteriormente. 3 Que la música incremente la brisa, y suene desde todos los árboles dulce canción de libertad; que las lenguas mortales despierten; que todos los alientos tomen parte; que se rompa su descanso de silencio, el sonido se prolongue. 4 El dios de nuestros padres para ti, autor de libertad, a ti cantamos. Que nuestra tierra sea brillante por mucho, con la santa luz de la libertad, protégenos por tu voluntad, gran dios nuestro rey. Verso adicional para celebrar el centenario de George Washington 5 Nuestros alegres corazones hoy, pagan su agradecido tributo, felices y libres, después de nuestros esfuerzos y miedos, después de nuestra sangre y lágrimas, fuerte con nuestro ciento de años, O dios, para ti. Versos adicionales por Henry van Dyke: 6 Amamos tus mares interiores, tus arboledas y árboles gigantes, tus ondulantes llanuras; el poderoso arrastre de tus ríos, la mística profundidad de tus cañones, tus montañas salvajes y empinadas, Todos tus dominios. 7 Tus hebras doradas orientales, tu Golden Gate que está viendo al oeste; tu floreada feria sureña, tu aire dulce y cristalino del norte: ¡Oh tierra incomparable, amamos lo mejor de ti! Versos abolicionistas adicionales, 1843, A. G. Duncan 8 Mi país, es sobre ti, fortaleza de esclavitud, sobre ti yo canto; tierra donde mis padres murieron, donde los derechos del hombre se ridiculizan, ¡desde cada ladera de la montaña tus deseos sonarán! 9 Mi país nativo, donde todos los hombres nacen libres, si blanca es su piel; amo tus colinas y valles, tus montes y placenteros valles; pero odio tus ventas de negros, como el más repugnante pecado. 10 Que el lamento incremente la brisa, y suene desde todos los árboles la injusticia del hombre negro; que cada lengua despierte; que esclavos y libres tomen parte; que se rompa su descanso de licencio, el sonido se prolongue. 11 ¡El dios de nuestros padres! para ti, autor de libertad, a ti cantamos; pronto sea brillante nuestra tierra, con el santo derecho de la libertad, protégenos por tu voluntad, gran dios, nuestro rey. 12 Viene, el alegre día, cuando el orgullo de la tiranía se balanceé, rígido como la tumba, deberá al suelo ser lanzada, y la bandera de la libertad, desplegada, deberá ondear por todo el mundo, sobre cada esclavo. 13 ¡Triunfo de feliz jubileo! Que se haga eco sobre tierra y mar la libertad para todos. Que vuelen las buenas nuevas, y cada tribu responda, "Gloria al dios en las alturas" en la caída de la esclavitud. |